# Imre Rajczy
Imre Rajczy (8 de noviembre de 1911-31 de marzo de 1978) fue un deportista húngaro que compitió en esgrima, especialista en la modalidad de sable.
Participó en los Juegos Olímpicos de Berlín 1936, obteniendo una medalla de oro en la prueba por equipos. Ganó cuatro medallas en el Campeonato Mundial de Esgrima entre los años 1934 y 1937.

## Palmarés internacional
| Juegos Olímpicos   | Juegos Olímpicos   | Juegos Olímpicos | Juegos Olímpicos  |
| Año                | Lugar              | Medalla          | Prueba            |
| ------------------ | ------------------ | ---------------- | ----------------- |
| 1936               | Berlín (Alemania)  | Medalla de oro   | Sable por equipos |
| Campeonato Mundial |                    |                  |                   |
| Año                | Lugar              | Medalla          | Prueba            |
| 1934               | Varsovia (Polonia) | Medalla de oro   | Sable por equipos |
| 1935               | Lausana (Suiza)    | Medalla de oro   | Sable por equipos |
| 1935               | Lausana (Suiza)    | Medalla de plata | Sable individual  |
| 1937               | París (Francia)    | Medalla de oro   | Sable por equipos |